# Canthidium flabellatum
Canthidium flabellatum là một loài bọ cánh cứng trong họ Bọ hung (Scarabaeidae).